# Betty Burbridge
Betty Burbridge, nata Elizabeth Burbridge (San Diego, 7 dicembre 1895 – Tarzana, 19 settembre 1987), è stata una sceneggiatrice e attrice statunitense che iniziò a lavorare all'epoca del cinema muto.
Era la pronipote di Stephen G. Burbridge, un controverso generale della Guerra di Secessione, soprannominato Butcher (macellaio).

## Biografia
Betty Burbridge nacque nella California del sud, a San Diego nel dicembre 1895. Iniziò la sua carriera cinematografica come attrice nel 1913, poco più che diciassettenne. In circa tre anni, fino al 1916, prese parte a oltre settanta film che, come si usava all'epoca, erano tutti cortometraggi a uno o due rulli. Nei suoi primi film, fece coppia fissa numerose volte con Walter Rodgers, in una serie di commedie western.
Nel 1917, scritti alcuni soggetti per il cinema, si dedicò completamente alla scrittura, abbandonando del tutto la recitazione. Si specializzò nel genere western e scrisse fino ai primi anni cinquanta quasi 130 tra dialoghi, sceneggiature, adattamenti e storie. Negli ultimi anni, lavorò per la televisione, firmando svariati episodi di famose serie della tv USA, come The Cisco Kid o Le avventure di Gene Autry.
Betty Burbridge morì a Tarzana, nella contea di Los Angeles, il 19 settembre 1987 a quasi novantadue anni. Venne cremata e le sue ceneri si trovano all'Angelus Rosedale Cemetery di Los Angeles.

## Filmografia
La filmografia è completa

### Attrice
- Too Many Maids, regia di David Miles (1913)
- Turning the Table, regia di Bertram Bracken (1913)
- Slim Proposes, But... (1913)
- Slim and the Boys at Breezy Ranch (1913)
- Slim and the Outlaws (1913)
- Slim Turns the Tables (1913)
- His Father (1913)
- Slim's Last Trick (1914)
- Slim Slam 'Em Slammed (1914)
- Slim's Strategy (1914)
- Slim and the Money Pots (1914)
- Slim and the Indians (1914)
- Slim and the Dynamiters (1914)
- Slim Becomes an Editor (1914)
- Slim to the Rescue (1914)
- Slim Joins the Army (1914)
- Slim Becomes a Cook (1914)
- Pretzel Captures the Smugglers (1914)
- The Colonel of the Nuts (1914)
- Colonel Custard's Last Stand (1914)
- Black Hands and Dirty Money (1914)
- The Girl Bandit (1914)
- Why Kentucky Went Dry (1914)
- Strange Evidence (1914)
- Pretzel's Baby (1914)
- That Cuckooville Horse Race (1914)
- A Neighborly Quarrel (1914)
- A Common Mistake, regia di Jay Hunt  (1914)
- Vengeance Is Mine (1914)
- The Fires of Ambition, regia di Jay Hunt (1914)
- The Latent Spark, regia di Raymond B. West (1914)
- The Heart of a Crook, regia di Raymond B. West (1914)
- The Curse of Humanity, regia di Scott Sidney (1914)
- The Gangsters and the Girl, regia di Scott Sidney (1914)
- Shorty and the Fortune Teller, regia di Tom Chatterton (1914)
- The Robbery at Pine River, regia di Walter Edwards (1914)
- One of the Discard, regia di Thomas H. Ince (1914)
- The Word of His People, regia di Jay Hunt (1914)
- Shorty and Sherlock Holmes, regia di Jay Hunt (1914)
- In the Clutches of the Gangsters, regia di Richard Stanton (1914)
- A Romance of Old Holland, regia di Jay Hunt (1914)
- The Face on the Ceiling, regia di Walter Edwards (1914)
- A Midas of the Desert, regia di Walter Edwards (1915)
- Mother Hulda, regia di Raymond B. West - cortometraggio (1915)
- A Lucky Blowout, regia di Scott Sidney (1915)
- The Bride of Guadaloupe, regia di Walter Edwards (1915)
- Tricked
- The Winged Messenger
- The Disillusionment of Jane
- The Spark from the Embers
- Oro che incatena (Rumpelstiltskin), regia di Raymond B. West (1915)
- Her Alibi
- Shorty's Troubled Sleep
- The Promoter', regia di Walter Edwards (1915)
- The Lighthouse Keeper's Son
- Shorty's Ranch
- Matrimony, regia di Scott Sidney (1915)
- The Connecting Link
- Blind Justice, regia di H.S. Sheldon (1915)
- Reckoning Day, regia di E.H. Calvert (1915)
- The Winged Idol, regia di Scott Sidney (1915)
- The Tongues of Men
- The House of Revelation (1916)
- The White Alley, regia di Harry Beaumont (1916)
- Golden Lies
- The House of Surprise
- A Man's Work (1916)
- The Spider's Web (1916)
- The Danger Line, regia di Charles Ashley (1916)
- The Double Cross (1916)
- The Schemers (1916)
- Charity, regia di Frank Powell (1916)

### Sceneggiatrice
- The Brand of Hate, regia di Edwin Stevens (1917)
- Captain Kiddo, regia di Eugene Moore (1917)
- Tears and Smiles, regia di William Bertram (1917)
- Milady o' the Beanstalk, regia di William Bertram (1918)
- Rough Ridin', regia di John P. McCarthy e Richard Thorpe (1924)
- Battling Buddy, regia di Richard Thorpe (1924)
- Fast and Fearless, regia di Richard Thorpe (1924)
- Walloping Wallace, regia di Norbert A. Myles (1924)
- Hard-Hittin' Hamilton
- Rip Roarin' Roberts
- Full Speed
- Reckless Courage
- Double Action Daniels
- Quicker'n Lightnin', regia di Richard Thorpe (1925)
- The Galloping Jinx
- Saddle Cyclone
- The Roaring Rider
- Trumpin' Trouble
- The Fighting Cheat
- Tangled Herds
- Vanishing Hoofs
- The Twin Triggers
- Easy Going
- Gli uomini della prateria (Rawhide)
- Double Daring
- Twisted Triggers
- The Bonanza Buckaroo
- Ace of Action
- Bad Man's Bluff
- Tearin' Into Trouble
- Code of the Cow Country
- Pals in Peril
- White Pebbles
- The Phantom Buster
- The Interferin' Gent, regia di Richard Thorpe (1927)
- The Soda Water Cowboy, regia di Richard Thorpe (1927)
- The Ballyhoo Buster, regia di Richard Thorpe (1928)
- The Cowboy Cavalier, regia di Richard Thorpe (1928)
- Flyin' Buckaroo, regia di Richard Thorpe (1928)
- Sign of the Wolf, regia di Forrest Sheldon e Harry S. Webb (1931)
- In Old Cheyenne, regia di Stuart Paton (1931)
- Law of the Rio Grande
- Is There Justice?
- Chinatown After Dark
- Anybody's Blonde
- Neck and Neck, regia di Richard Thorpe (1931)
- Mounted Fury
- Sin's Pay Day
- The Lone Trail, regia di Forrest Sheldon e Harry S. Webb (1932)
- Hell-Fire Austin, regia di Forrest Sheldon (1932)
- Between Fighting Men, regia di Forrest Sheldon (1932)
- The Secrets of Wu Sin, regia di Richard Thorpe (1932)
- The Racing Strain
- Phantom Thunderbolt
- The Lone Avenger
- Dance Hall Hostess
- Secrets of Hollywood
- Girl Trouble
- The Boss Cowboy
- Potluck Pards
- Arizona Nights
- Rawhide Mail
- Rainbow Riders, regia di Bennett Cohen (1934)
- Ridin' Gents
- Redhead
- Calling All Cars
- Tracy RidesRescue Squad
- Honeymoon Limited
- Get That Man
- Reckless Roads
- Melody Trail
- False Pretenses, regia di Charles Lamont (1935)
- The Singing Vagabond, regia di Carl Pierson (1935)
- The Crime Patrol, regia di Eugene Cummings (1936)
- Paradise Express, regia di Joseph Kane (1937)
- Come on, Cowboys, regia di Joseph Kane (1937)
- Springtime in the Rockies (1937)
- Wild Horse Rodeo, regia di George Sherman (1937)
- The Purple Vigilantes, regia di George Sherman (1938)
- Outlaws of Sonora, regia di George Sherman (1938)
- Under Western Stars, regia di Joseph Kane (1938)
- Riders of the Black Hills, regia di George Sherman (1938)
- Gold Mine in the Sky
- Heroes of the Hills, regia di George Sherman (1938)
- Man from Music Mountain, regia di Joseph Kane (1938)
- Pals of the Saddle
- Prairie Moon
- Santa Fe Stampede
- Red River (Red River Range)
- The Night Riders, regia di George Sherman (1939)
- Texas Kid (Three Texas Steers)
- Il grande sperone (Wyoming Outlaw)
- Colorado Sunset
- Nuove frontiere (New Frontier)
- The Kansas Terrors
- Rovin' Tumbleweeds
- South of the Border
- Rancho Grande, regia di Frank McDonald (1940)
- Gaucho Serenade, regia di Frank McDonald (1940)
- Ride Tenderfoot Ride
- Under Texas Skies
- Eldorado (Melody Ranch)
- Thunder Over the Prairie
- Riders of the Badlands
- Stardust on the Sage
- Santa Fe Scouts
- Frontier Fury
- Robin Hood of the Range
- Oklahoma Raiders
- West of the Rio Grande
- Song of the Range
- The Cisco Kid Returns
- Utah
- The Cisco Kid in Old New Mexico
- Oregon Trail, regia di Thomas Carr (1945)
- The Cherokee Flash
- Moon Over Montana
- Alias Billy the Kid
- Home on the Range
- The Man from Rainbow Valley
- Out California Way
- Where the North Begins, regia di Howard Bretherton (1947)
- Trail of the Mounties, regia di Howard Bretherton (1947)
- The Return of Wildfire, regia di Ray Taylor e (non accreditato) Paul Landres	 (1948)
- The Daring Caballero, regia di Wallace Fox (1949)

#### Episodi tv
- The Cisco Kid (serie)
- Le avventure di Gene Autry (serie)
- The Range Rider (serie)